# Pád Arkuna
Pád Arkuna je opera (zpěvohra) českého skladatele Zdeňka Fibicha na libreto české překladatelky a kritičky Anežky Schulzové. Sestává ze dvou dílů: Helga (Op. 55), jednoaktová „předehra opery Pád Arkuna“, a Dargun (Op. 60), „II. díl opery Pád Arkuna“ o třech jednáních. Poprvé byla provedena až po Fibichově smrti dne 9. listopadu 1900 v Národním divadle v Praze.
Nového zpracování na prknech Národního divadla se dočkala na podzim 2014 v režii Jiřího Heřmana a v hudebním nastudování anglického dirigenta Johna Fioreho. Od 9. října 2014 do 18. dubna 2015 se odehrálo celkem 7 představení.

## Vznik a historie díla

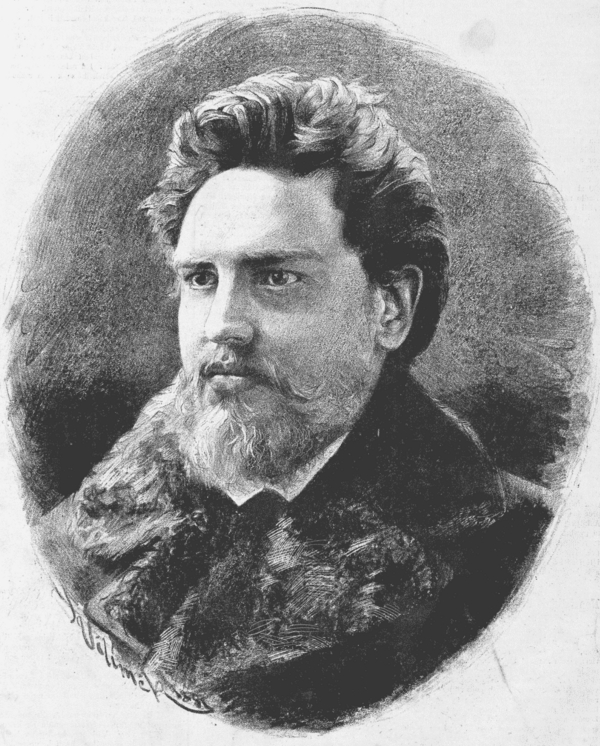
Zdeněk Fibich (kresba Jana Vilímka, 1881)

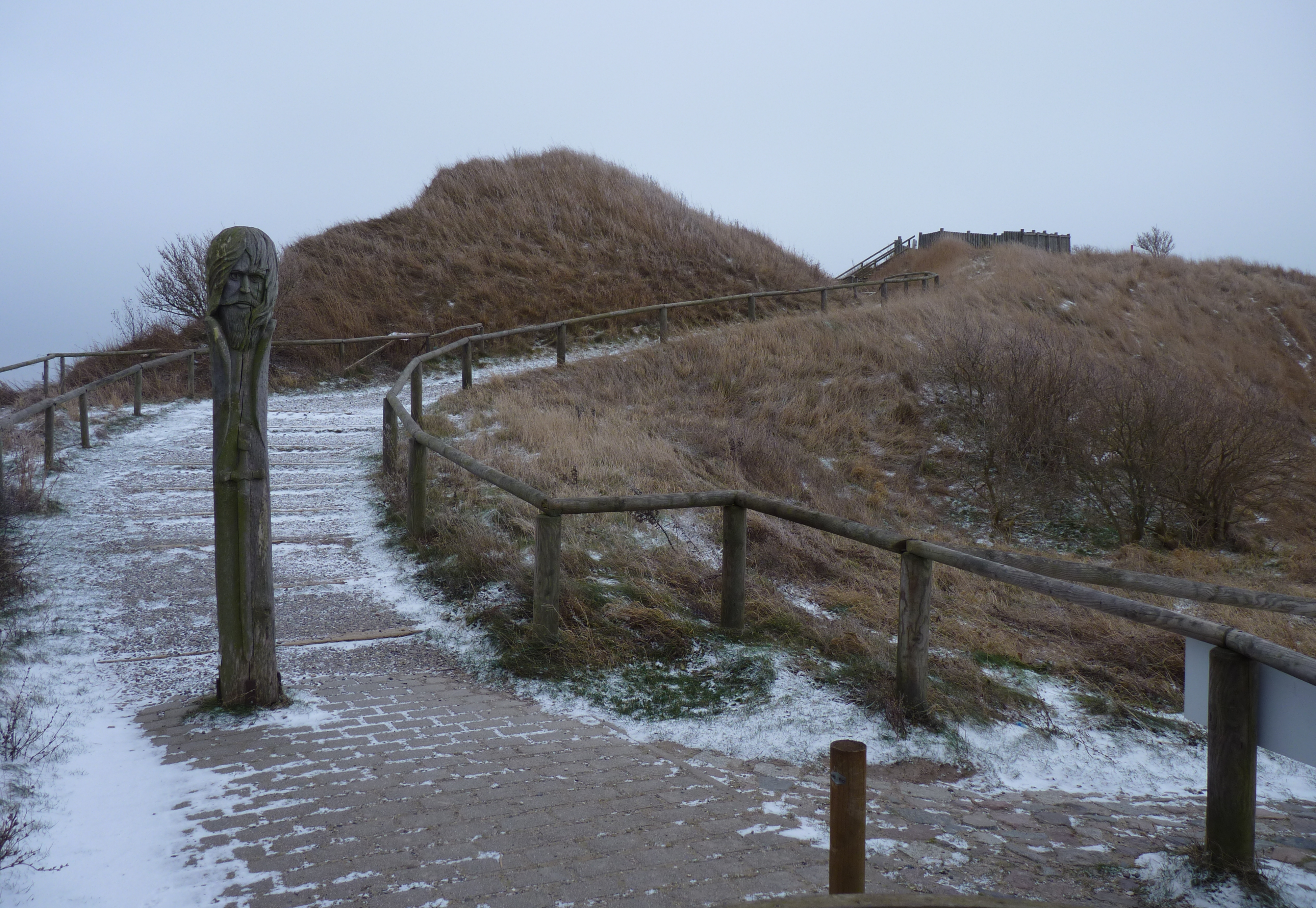
Pozůstatky Arkony

Po velkém úspěchu Šárky dal Fibichovi podnět k další opeře, která se nakonec stala jeho poslední, ředitel Národního divadla František Adolf Šubert. Ten v letech 1896-97 navštívil a ve svých Divadelních toulkách popsal mimo jiné pozůstatky staré slovanské svatyně boha Svantovíta na Arkoně na severoněmeckém ostrově Rujána. Tuto svatyni vyvrátil a zničil v křížové výpravě roku 1168 dánský král Valdemar I. Veliký; tažení se účastnil i jeho kancléř a biskup v Roskilde Absalon (1128-1201).
Zdeňka Fibicha a jeho spolupracovnici Anežku Schulzovou námět zaujal. V červnu 1898 podnikli spolu sami výlet na Rujánu, kde na ně zapůsobila chmurná, baladická atmosféra baltského pobřeží, a Schulzová poté na základě Šubertem shromážděných historických a etnografických materiálů napsala ambiciózní libreto nazvané Pád Arkuna. Libretistku a skladatele nezaujal jen slovanský pohanský element, ani dánské prostředí, z něhož pocházeli dobyvatelé Arkony, jim nebylo neznámé. Na skandinávské téma narazil Fibich již při melodramu Hakon (1888) a při nedokončené opeře Frithjof (1872-73), Anežka Schulzová překládala z dánštiny mj. literární studie Georga Brandese a neúspěšně žádala o povolení využít pro operní libreto hru Paní z námoří Henrika Ibsena.
První, komornější část opery s názvem Helga Fibich napsal v roce 1898, hlavní část opery, tříaktové drama s názvem Dargun, pak v letech 1898-1899. Při instrumentaci mu pomáhal jeho žák Otakar Ostrčil.
Veřejnosti byla nejprve představena rozsáhlá předehra, a to na filharmonickém koncertě z Fibichových skladeb konaném 7. března 1899. Prvního nastudování v Národním divadle se pečlivě ujali nový šéf opery a dirigent Karel Kovařovic a režisér Robert Polák (zpívající též roli Gunara), kostýmy a rekvizity byly „zhotoveny dle historických památek“. Fibich se účastnil zkoušek své opery, i když se jeho zdraví valem horšilo. 15. října 1900 zemřel. Premiéra jeho posledního velkého díla se konala tři týdny po jeho smrti. Obecenstvo i kritika přijaly operu spíše s úctou k právě zemřelému skladateli než s nadšením. Do 4. ledna 1901 se konalo šest repríz, po přestudování se v sezónách 1902/03 až 1904/05 odehrálo dalších sedm představení.
Libreto bylo poprvé vydáno roku 1899 časopisecky (Helga) a roku 1901 knižně (Dargun). Klavírní výtah byl vydán roku 1899.

## Charakteristika díla
Po „lyrické trilogii“ (Bouře, Hedy, Šárka) znamená Pád Arkuna v operní tvorbě Zdeňka Fibicha zčásti hledání nových forem, zčásti návrat k některým rysům jeho předcházejícího období. Řadu prvků má podobných s velkou operou: i zde je námětem střet individuálních osudů a dějinných událostí, tvořící efektní napětí mezi subjektivitou a objektivitou, ve finále opery hlavní hrdina zahyne v troskách svého chrámu stejně jako Jan v Meyerbeerově Prorokovi a podobně jako hlavní hrdinové ve Wagnerově Rienzim a Saint-Saënsově Samsonovi a Dalile. Některé pasáže jsou „uzavřenými čísly“. Přesto strukturou i motivickým zpracováním odpovídá základním požadavkům hudebního dramatu. Atmosféra osudové tragédie přibližuje Pád Arkuna Nevěstě messinské a Hippodamii, epická rozlehlost a využití mohutných sborů připomínají Blaník, ale i Šárku, navíc stejně jako v „lyrické trilogii“ mají významné, i když nikoli už centrální místo milostné scény. Pro Fibicha je samozřejmá dokonalá česká deklamace.
Pád Arkuna se dělí na dvě velmi odlišné části. První část, nazvané podle hlavní hrdinky Helga, tvoří prolog k jádrovému ději opery, který se odehrává o řadu let později. (Tuto techniku využívá více operních děl. Například Nikolaj Andrejevič Rimskij-Korsakov k definitivní verzi opery Pskoviťanka z roku 1895 předeslal podobně samostatný prolog Věra Šelogová, které stejně jako u Pádu Arkuna spojuje podoba matky z prologu s dcerou z hlavní opery.) Děj Helgy je spíše komornější, opera je psána jen pro čtyři hlasy bez sboru, odehrává se s v jediném uzavřeném prostoru, je uvozena i ukončena zvuky harfy naznačujícími, že jde o vyprávění, možná epickou píseň, předcházející vlastnímu dramatu.
Oproti tomu tříaktový druhý díl Dargun pojmenovaný podle hlavní mužské postavy má bohatý děj, odehrávají se v něm základní dramatické konflikty a obsahuje rozsáhlé sólové, sborové a ansámblové plochy.
Hlavní – v libretu, i pokud jde o hudební zpracování – dramatická postava je Dargun, potlačující v sobě lásku, aby sloužil vyššímu poslání; je to jedna z nejpozoruhodnějších Fibichových postav, připomíná Hakona ze stejnojmenného melodramu a má rysy nietzschovského nadčlověka. Erotický pól nejvíce zosobňuje Radana, nejdémoničtější z Fibichových ženských postav. Absalon má lidštější melodie v Helze, kde vystupuje jako zamilovaný muž; ve své úloze světce a vojevůdce v Dargunovi si udržuje přísný tón. Lyrické postavy Jarohněva a Margit mají dostatek prostoru, ale nejsou hybateli dějů, ale jen loutkami v rukou biskupa Absalona; Margit je nejvýraznější v kontrastu s Radanou jako kontrast femme fragile × femme fatale.
Celková atmosféra je spíše pochmurná a tíživá, odráží se v ní jak barbarské pohanské prostředí, tak „zachmuřená poezie severského moře, baladická atmosféra drsného, skalnatého pobřeží a nezdolných vln“. Hlavní myšlenkový střet mezi dvěma světovými představami v ději končí vítězstvím křesťanství, hudba je však zjevně neztotožňuje s pozitivním východiskem (podle Anežky Schulzové se Fibich označoval za „starého pohana“, panteistu). Podle J. Jiránka v tomto svém posledním velkém díle Fibich došel „až na sám pokraj pro tuto dobu tak typické nevíry a skepse“.

## Inscenační historie opery
Přestože Pád Arkuna nikdy nedosáhl oblíbenosti některých jiných Fibichových oper a inscenační náročnost omezovala jeho uvádění, objevoval se v prvním čtvrtstoletí po skladatelově smrti pravidelně na českých jevištích (pražské Národní divadlo jej uvedlo znovu v letech 1902 a 1925, české divadlo v Brně v letech 1913 a 1924, české divadlo v Moravské Ostravě v letech 1922 a 1936…): Po II. světové válce však již nikdy nebyl v úplnosti uveden. Zkratku celé opery uvedlo na dvou koncertech Národní divadlo 4. a 26. května 1989 (dirigent Petr Vronský).
Větší štěstí měla „předehra“ Helga – pro své komornější pojetí a pouhé čtyři zpěvní úlohy se ukázala vhodnou pro školní představení a nastudovalo ji divadlo DISK pražské AMU roku 1957, operní studio JAMU roku 1965 a naposledy studio TON pražské AMU roku 1999.
Problémem pro inscenaci tohoto díla je, vedle ryze praktických ohledů na jeho hudební náročnost a potřebu dramatických hlasů, je zejména patos jednání postav; právě kolem roku 1900, doby dokončení opery, nastává v činohře i v opeře zlom ke zcivilnění hereckého projevu, se kterým je rozmáchlost hudebních gest Darguna obtížně slučitelná.
Mimo české země Pád Arkuna uveden nebyl.
V roce 2014 uvedlo Národní divadlo operu v rámci Roku české hudby (premiéra 9. a 10. října 2014, režie Jiří Heřman).

## Osoby a první obsazení
Helga
| osoba                                                                   | hlasový obor | premiéra (9.11.1900) |
| ----------------------------------------------------------------------- | ------------ | -------------------- |
| Gunar                                                                   | bas          | Robert Polák         |
| Helga                                                                   | soprán       | Františka Burianová  |
| Absalon                                                                 | baryton      | Bohumil Benoni       |
| Dargun, jeden z kněží a bojovníků Svantovítových                        | bas          | Václav Kliment       |
| Dirigent: Karel Kovařovic, režisér: Robert Polák, scéna: Robert Holtzer |              |                      |

Dargun
| osoba                                                                                         | hlasový obor | premiéra (9.11.1900) |
| --------------------------------------------------------------------------------------------- | ------------ | -------------------- |
| Dargun, velekněz Svantovítův na Arkunu                                                        | bas          | Václav Kliment       |
| Jaroměr, synovec knížete Tetislava                                                            | tenor        | Karel Burian         |
| Rutan, synovec knížete Tetislava                                                              | tenor        | Bohumil Pták         |
| Radana, Rutanova choť                                                                         | soprán       | Marie Klánová        |
| Dolen, kněz Svantovítův                                                                       | bas          | Karel Veverka        |
| Absalon, biskup z Roskilde, kancléř říše dánské                                               | baryton      | Bohumil Benoni       |
| Margit, dcera Helgy, schovanka Absalonova                                                     | soprán       | Františka Burianová  |
| Rybáři, lid rujanský, bojovníci rujanští, kněží Svantovítovi, vojsko dánské, družina Rutanova |              |                      |
| Dirigent: Karel Kovařovic, režisér: Robert Polák, scéna: Robert Holtzer                       |              |                      |

## Děj opery – Helga

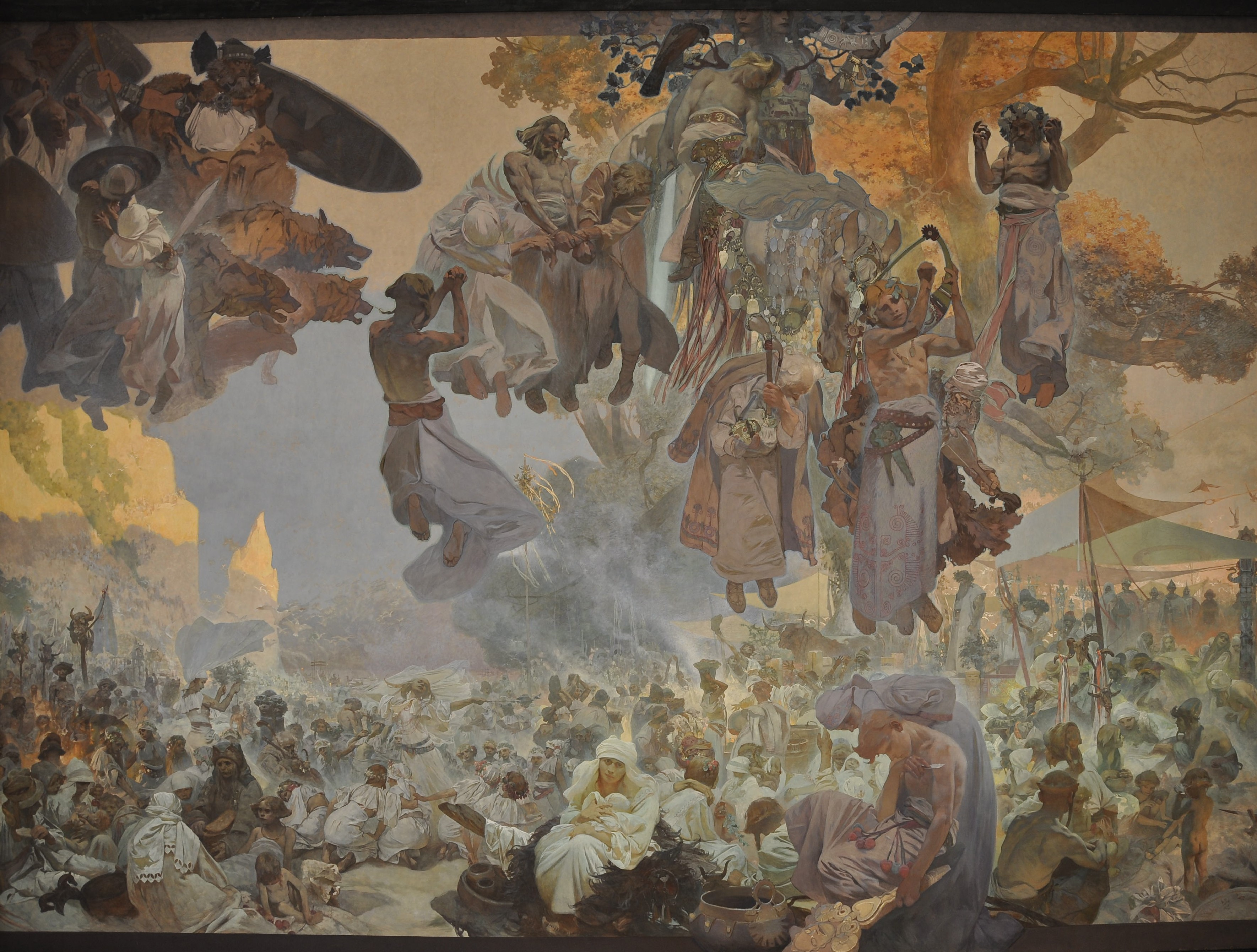
Oběť Svantovítovi. Obraz Alfonse Muchy

V domě dánského šlechtice Gunara sedí u přeslice jeho dcera Helga a poslouchá lomoz mořského příboje (árie Ó slyš, jak moře kvílí). Zvuk rohu z přijíždějící lodi jí oznamuje, že se z výpravy proti odbojnému Erikovi vítězně vrací její snoubenec, bojovník Absalon. Dříve by mu Helga radostně běžela vstříc, ale v Absalonově nepřítomnosti se zamilovala do hosta svého otce, slovanského bojovníka Darguna, a nyní s ním čeká dítě. Dargun ji však v posledních dnech zanedbává, protože se cítí mocně přitahován k poslání kněze a služebníka svého boha Svantovíta. Upadá do mystického blouznění a je si vědom, že Svantovít od svých zasvěcenců vyžaduje potlačení veškerých změkčilých citů (árie Srdce mé, teď hlucho buď).
Přichází Absalon. Děkuje za vítězství Hospodinu a spěchá k Helze (árie Na vlnách bouřných v seči krvavé). Zatímco Gunar radostně vítá nastávajícího zetě, snoubenka se k němu chová odmítavě a Dargun opovrhne Absalonovou nabízenou rukou. Absalon správně vytuší, že pohanský host je důvodem Helčina odcizení, a vyzývá jej k boji, ale Helga navrátilce zadržuje a přiznává se mu ke své lásce i jejím důsledkům (árie Já klidně zbrani hleděla jsem vstříc). Absalon v rozlícení chce nejprve Helgu zabít, ovládne se však, když si uvědomí, že usmrcením milované bytosti by neusmrtil svou lásku (árie Když pohřbíváme druha milého). Snaží se dokonce Darguna zadržet. Ale ten se cítí povinen obětovat svůj život Svantovítovi a odmítá zachránit Helžinu čest sňatkem (árie Tam v dáli nad hladinou modravou).
Helga proklíná Dargunova necitelného boha a přiznává se veřejně k svému mateřství. Její otec Gunar se vrhá na Darguna s mečem v ruce, aby pomstil Helžinu ztracenou čest. Dargun se zápasu snaží vyhnout, nakonec však starce probodne. Zatímco Svantovítův nový kněz odjíždí do své vlasti, umírající Gunar jej proklíná a svěřuje svou dceru Absalonovi. Ten se zaslibuje Kristovi a boji proti Dargunovu pohanskému bohu.

## Děj opery – Dargun
Uplynulo dvacet let. Absalon se stal biskupem a kancléřem dánského krále. Nyní vede výpravu Dánů proti Rujancům, kteří pořádají loupeživé výpravy na dánské území a přepadají dánské lodě. Všude jej provází jeho schovanka, Helžina dcera Margit. Ale Absalonova loď ztroskotala v bouři. – Na Rujaně mezitím spíše než Rutan a Jaroměr, synovci pohanského knížete Tetislava, fakticky vládne velekněz Svantovítova chrámu v Arkoně Dargun.

### 1. dějství
Na rujanském pobřeží stojí ctižádostivá Radana, manželka Rutanova, která je však vášnivě zamilována do svého švagra Jaroměra (árie On blíží se, můj život i má smrt). Je odhodlána získat jej za každou cenu, i za cenu vraždy.
Rybáři přinášejí na břeh ztroskotance vytažené z mořských vln: Absalona a zdánlivě mrtvou Margit, již Absalon zázračně vzkřísí. Na místě je nachází Jaroměr a na první pohled se do Margit zamiluje (árie Proč srdce toužně bije'), ale i ona do něj. Kníže nabízí Absalonovi a Margit pomoc, ale biskup prozatím odmítá – nechť je znovu vyhledá, zatouží-li po pravé víře.
S Jaroměrem se setkává Radana. Ponouká jej proti svému manželu Rutanovi, vytýká mu povolnost vůči veleknězi Dargunovi a nakonec mu vyznává svou lásku a vyzývá jej ke vzpouře proti svému muži. Jaroměr ji však s pohrdáním odmítá.
Rutan se vrací z vítězné lodní výpravy. Dargun vítá jej i jeho bojovníky v Svantovítově svatyni. Všichni vzdávají díky Svantovítovi. Velekněz rozděluje kořist mezi lid a současně ho nabádá k úctě a poslušnosti bohům. Vyzývá k další výpravě proti Dánům. Rutan slibuje svou účast, Jaroměr se však – k Radanině radosti – staví proti tomuto plánu. Dargun jej vyobcovává ze společnosti a prohlašuje za psance. Jaroměra se ujímá Absalon, protože kníže se ukázal hodným nové víry. Biskup jej hodlá obrátit na křesťanství a využít pro své záměry.

### 2. dějství
Absalon, Margit a Jaroměr se uchýlili do sluje v bukovém lese. Margit je šťastna (zpěv Již tichne les a zvolna usíná) a pod Absalonovým dohledem si s Jaroměrem sdílejí své čisté city (duet Jak v moře hvězdy kanou). Biskup je však neklidný, protože k jeho úkrytu se již blíží Dargunovy oddíly a očekávané dánské lodě dosud nedorazily. Posílá tedy Margit, aby je se skály vyhlížela, a Jaroměra, aby u břehu připravil člun. Sám se obrací v modlitbách ke Kristu.
Dargun mezitím vypátral místo pobytu tajemného cizince, který šíří nepřátelskou víru. Při vstupu do jeskyně se jej zmocní hněv nad křížem, znakem „bledého mrtvého boha“, a chce jej rozbít. Absalon mu v tom zabrání a mezi oběma muži nastane prudký dialog o jejich protichůdných světonázorových představách. Když se Dargun opět vrhá se sekerou na kříž, uvidí vedle něj navrátivší e Margit. Zděšen ji považuje za přízrak mrtvé Helgy, který mu nepřátelský bůh posílá na znamení své moci, a prchá. Margit žádá po Absalonovi vysvětlení, proč divoký pohan pronesl jméno její matky, ale podle biskupa patří toto tajemství jen Bohu a zesnulým.
Rutan se dozvěděl o nevěrnosti své ženy Radany a v žárlivosti ji vleče na Arkonu. Radaně se však poblíž jeskyně nejen podaří Rutana úlisně ujistit o své lásce, ale svou předstíranou vášní v něm vyvolá prudkou tělesnou touhu. Odebírají se spolu do jeskyně, kde však místo milostného aktu Radana svého manžela probodne dýkou. Poté vyčkává u jeskyně na Jaroměra. Jako první se však vrací Margit a Radana se z rozhovoru s ní dozvídá, že Jaroměr je zamilován do této mladé cizinky. Ze žárlivosti ji před Rutanovými lidmi obviní z vraždy knížete a Margit je odvlečena k soudu do Arkony. Když se pak dostaví Jaroměr, Radana mu vylíčí, co pro dobytí jeho lásky učinila, a opět se mu nabízí. Jaroměr k ní ale cítí jen znechucení a opovržení. Radana si uvědomí, že jej nikdy nezíská, a rozhoduje se před soudem přiznat ke svým činům a nést důsledky.
Sotva odejde, přináší Absalon zprávu o tom, že dánské vojsko dorazilo. Pod Jaroměrovým vedením se vypraví dobýt a zničit Arkonu (zpěv Absalona Povstaň, Hospodine).

### 3. dějství

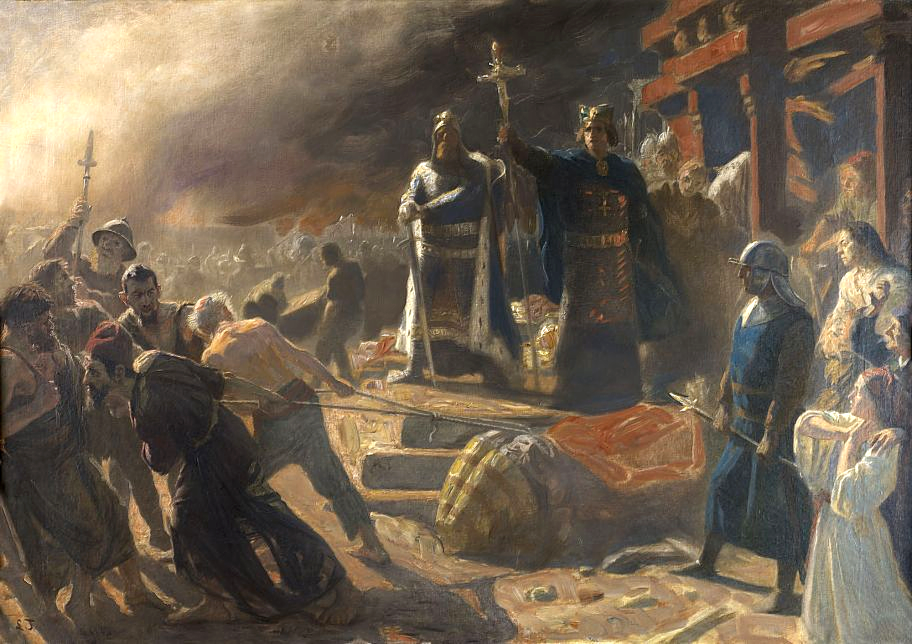
Biskup Absalon kácí modlu Svantovíta na Arkoně. Obraz Lauritse Tuxena

Dargun v předsíni Svantovítova chrámu přemítá o spatřeném Helžině zjevení (árie Co nejistota nebo váhání). Vstupuje Radana a přiznává se mu ke svému ohavnému činu. Velekněz jí nejdříve nechce věřit, pak ale svoluje, aby podstoupila trest, který si sama vyvolila – být upálena na Rutanově pohřební hranici. Dargun dává předvolat zajatou Margit a vyptává se jí na její původ. Ta vypráví o své matce, která umírajíc žehnala jejímu otci, a o své touze otce jednou poznat a obejmout. Dargun je dojat natolik, že zapomene na přísnost, se kterou mu jeho bůh zakazuje lidský cit, a bere svou dceru do náručí (duet Žel, ach, drahý otec můj).
Margit Darguna varuje před blížícím se dánským vojskem a vášnivě jej přemlouvá, aby si zachránil život přijetím křesťanské víry. Tu však Dargun odmítá jako „lstivý přelud“, chápe se meče a vyzývá Svantovíta, aby mu pomohl bránit Arkonu proti Dánům. Tu se však ukazuje, že útočníci již na nestřeženém místě podpálili obranné hradby. Mezi kněžími a Rujanci vzniká panika, začíná hořet i hlavní chrám. Dargun hodlá vytrvat až do konce, ale rozlícen kácí sochu Svantovíta, který nedokázal své město a svůj lid ochránit. Z hořící svatyně vynáší Jaroměr omdlelou Margit, Darguna i Svantovítovu modlu pohřbí zříceniny.
Z hrdé Arkony zbylo jen spáleniště. Zbylí Rujanci se vzdávají, přijímají od Absalona křest a podrobují se Jaroměrovi a Margit jako svým novým vládcům pod dánskou ochranou. Vítězné křesťanské vojsko zpívá Te Deum laudamus.

## Nahrávky
Celkovou nahrávku Helgy (dosud nevydanou) pořídil roku 1952 Československý rozhlas. Zpívají: (Gunar) Eduard Haken, (Helga) Drahomíra Tikalová, (Absalon) Václav Bednář, (Dargun) Karel Kalaš. Pražský rozhlasový orchestr řídí František Dyk. Některé scény Darguna nahrál pro rozhlas roku 1960 dirigent Václav Jiráček s účastí pěvců Jaroslava Horáčka, Jaroslavy Vymazalové, Ivo Žídka, Zdeňka Švehly a Drahomíry Tikalové.